# Neeskens Kebano
Neeskens Kebano (* 10. března 1992 Montereau) je konžský profesionální fotbalista, který hraje na pozici křídelníka za klub Al Jazira ze Spojených arabských emirátů a za konžský národní tým.
V roce 2015 mu byla udělena Ebenová kopačka, cena pro nejlepšího afrického hráče v belgické Jupiler Pro League.

## Klubová kariéra
Narodil se v rodině konžských přistěhovalců na pařížském předměstí, jeho otec ho pojmenoval podle svého fotbalového vzoru Johana Neeskense. V roce 2006 uzavřel smlouvu s Paris Saint-Germain FC, v jeho dresu vyhrál francouzský šampionát hráčů do 16 let.

## Reprezentační kariéra
V mládežnických kategoriích reprezentoval Francii, startoval na mistrovství Evropy ve fotbale hráčů do 17 let 2009 a v kvalifikaci mistrovství Evropy ve fotbale hráčů do 19 let 2011. Od roku 2014 hraje za konžskou reprezentaci, zúčastnil se Afrického poháru národů 2015, kde jeho tým získal bronzové medaile, a Afrického poháru národů 2017 (účast ve čtvrtfinále, skóroval v zápase základní skupiny proti Pobřeží slonoviny).